# Nová Polhora
Nová Polhora este o comună slovacă, aflată în districtul Košice-okolie din regiunea Košice. Localitatea se află la altitudinea de 221 m deasupra n.m., se întinde pe o suprafață de 2,08 km2 și în 2017 număra 465 de locuitori.

## Demografie
| An:                | 1994 | 2004    | 2014   | 2024    |
| ------------------ | ---- | ------- | ------ | ------- |
| Număr de persoane: | 360  | 421     | 432    | 548     |
| Diferență:         |      | +16,94% | +2,61% | +26,85% |

| An:                | 2023 | 2024   |
| ------------------ | ---- | ------ |
| Număr de persoane: | 528  | 548    |
| Diferență:         |      | +3,78% |